# Barbatula zetensis
Barbatula zetensis är en fiskart som först beskrevs av Soric 2000.  Barbatula zetensis ingår i släktet Barbatula och familjen grönlingsfiskar. IUCN kategoriserar arten globalt som livskraftig. Inga underarter finns listade.